# Campioni italiani assoluti di atletica leggera - Salto in lungo femminile
Questa pagina raccoglie un elenco di tutte le campionesse italiane dell'atletica leggera nel salto in lungo, specialità che entrò nel programma dei campionati nel 1923. Non fu presente nell'edizione 1929.

## Albo d'oro
| Anno | Atleta (società)                                | Prestazione            |
| ---- | ----------------------------------------------- | ---------------------- |
| 1923 | Maria Piantanida ?                              | 4,56 m                 |
| 1924 | Maria Piantanida ?                              | 4,63 m                 |
| 1925 | Andreina Sacco ?                                | 4,51 m                 |
| 1926 | Luigina Bonfanti ?                              | 4,62 m                 |
| 1927 | Vittorina Vivenza ?                             | 4,81 m                 |
| 1928 | Derna Polazzo ?                                 | 5,05 m                 |
| 1929 | Gara non in programma                           | Gara non in programma  |
| 1930 | Giovanna Viarengo ?                             | 4,75 m                 |
| 1931 | Claudia Testoni Virtus Atletica Bologna         | 4,985 m                |
| 1932 | Claudia Testoni Virtus Atletica Bologna         | 4,90 m                 |
| 1933 | Claudia Testoni Virtus Atletica Bologna         | 5,11 m                 |
| 1934 | Claudia Testoni Virtus Atletica Bologna         | 5,145 m                |
| 1935 | Claudia Testoni Virtus Atletica Bologna         | 5,46 m                 |
| 1936 | Jolanda Colombo ?                               | 5,06 m                 |
| 1937 | Claudia Testoni Virtus Atletica Bologna         | 5,33 m                 |
| 1938 | Claudia Testoni Virtus Atletica Bologna         | 5,53 m                 |
| 1939 | Amelia Piccinini Venchi Unica Torino            | 5,25 m                 |
| 1940 | Amelia Piccinini Venchi Unica Torino            | 5,33 m                 |
| 1941 | Lidia Zanuttigh ?                               | 5,33 m                 |
| 1942 | Elda Franco ?                                   | 5,31 m                 |
| 1943 | Amelia Piccinini Venchi Unica Torino            | 5,20 m                 |
| 1944 | Edizione non disputata                          | Edizione non disputata |
| 1945 | Amelia Piccinini Venchi Unica Torino            | 5,10 m                 |
| 1946 | Amelia Piccinini Venchi Unica Torino            | 5,30 m                 |
| 1947 | Lidia Zanuttigh ?                               | 5,10 m                 |
| 1948 | Silvana Pierucci ?                              | 5,30 m                 |
| 1949 | Silvana Pierucci ?                              | 5,57 m                 |
| 1950 | Silvana Pierucci ?                              | 5,31 m                 |
| 1951 | Silvana Pierucci ?                              | 5,44 m                 |
| 1952 | Maria Gabriella Pinto ?                         | 5,25 m                 |
| 1953 | Maria Gabriella Pinto ?                         | 5,49 m                 |
| 1954 | Maria Musso ?                                   | 5,39 m                 |
| 1955 | Piera Fassio ?                                  | 5,70 m                 |
| 1956 | Piera Fassio ?                                  | 5,42 m                 |
| 1957 | Piera Fassio ?                                  | 5,39 m                 |
| 1958 | Piera Fassio ?                                  | 5,42 m                 |
| 1959 | Piera Tizzoni ?                                 | 5,60 m                 |
| 1960 | Piera Tizzoni ?                                 | 5,78 m                 |
| 1961 | Magalì Vettorazzo Libertas Torino               | 5,82 m                 |
| 1962 | Magalì Vettorazzo Libertas Torino               | 5,89 m                 |
| 1963 | Magalì Vettorazzo Libertas Torino               | 6,08 m                 |
| 1964 | Magalì Vettorazzo Libertas Torino               | 6,11 m                 |
| 1965 | Maria Vittoria Trio Libertas Torino             | 6,03 m                 |
| 1966 | Magalì Vettorazzo Libertas Torino               | 5,85 m                 |
| 1967 | Magalì Vettorazzo Libertas Torino               | 5,76 m                 |
| 1968 | Maria Vittoria Trio Libertas Torino             | 6,48 m                 |
| 1969 | Magalì Vettorazzo Libertas Torino               | 5,75 m                 |
| 1970 | Mariella Baucia ?                               | 5,82 m                 |
| 1971 | Barbara Ridi ?                                  | 5,96 m                 |
| 1972 | Barbara Ridi ?                                  | 6,04 m                 |
| 1973 | Manuela Martinelli ?                            | 5,77 m                 |
| 1974 | Ambra Colombo ?                                 | 5,88 m                 |
| 1975 | Laura Santini ?                                 | 5,89 m                 |
| 1976 | Laura Nappi ?                                   | 6,04 m                 |
| 1977 | Graziella Clemente ?                            | 6,11 m                 |
| 1978 | Emanuela Nini ?                                 | 6,28 m                 |
| 1979 | Barbara Norello ?                               | 6,00 m                 |
| 1980 | Giusy Albanese ?                                | 6,22 m                 |
| 1981 | Elena Cafaro ?                                  | 6,21 m                 |
| 1982 | Alessandra Oldani ?                             | 5,95 m                 |
| 1983 | Alessandra Becatti ?                            | 6,13 m                 |
| 1984 | Antonella Capriotti ?                           | 6,17 m                 |
| 1985 | Antonella Capriotti ?                           | 6,40 m                 |
| 1986 | Antonella Capriotti ?                           | 6,47 m                 |
| 1987 | Antonella Capriotti ?                           | 6,40 m                 |
| 1988 | Antonella Capriotti ?                           | 6,50 m                 |
| 1989 | Antonella Capriotti ?                           | 6,43 m                 |
| 1990 | Antonella Capriotti ?                           | 6,44 m                 |
| 1991 | Valentina Uccheddu Atletica Oristano            | 6,53 m                 |
| 1992 | Valentina Uccheddu Atletica Oristano            | 6,64 m                 |
| 1993 | Antonella Capriotti ?                           | 6,70 m                 |
| 1994 | Fiona May Atletica Cento Torri Pavia            | 6,70 m                 |
| 1995 | Valentina Uccheddu Atletica Oristano            | 6,62 m                 |
| 1996 | Fiona May Atletica Cento Torri Pavia            | 7,12 m(w)              |
| 1997 |                                                 |                        |
| 1998 | Maria Chiara Baccini ?                          | 6,34 m                 |
| 1999 | Valentina Uccheddu Atletica Oristano            | 6,46 m                 |
| 2003 | Thaimi O'Reilly Causse Messieri CUS Bologna     | 6,32 m                 |
| 2004 |                                                 |                        |
| 2005 | Fiona May Atletica Cento Torri Pavia            | 6,50 m(w)              |
| 2006 | Valeria Canella Gruppo Sportivo Fiamme Azzurre  | 6,29 m                 |
| 2007 | Tania Vicenzino Centro Sportivo Esercito        | 6,50 m                 |
| 2008 | Tania Vicenzino Centro Sportivo Esercito        | 6,06 m                 |
| 2009 | Tania Vicenzino Centro Sportivo Esercito        | 6,45 m                 |
| 2010 | Tania Vicenzino Centro Sportivo Esercito        | 6,36 m                 |
| 2011 | Tania Vicenzino Centro Sportivo Esercito        | 6,26 m                 |
| 2012 | Tania Vicenzino Centro Sportivo Esercito        | 6,65 m(w)              |
| 2013 | Tania Vicenzino Centro Sportivo Esercito        | 6,47 m                 |
| 2014 | Tania Vicenzino Centro Sportivo Esercito        | 6,51 m                 |
| 2015 | Martina Lorenzetto CUS Pisa Atletica Cascina    | 6,49 m                 |
| 2016 | Laura Strati Atletica Vicentina                 | 6,49 m                 |
| 2017 | Laura Strati Atletica Vicentina                 | 6,59 m                 |
| 2018 | Laura Strati Atletica Vicentina                 | 6,41 m                 |
| 2019 | Tania Vicenzino Centro Sportivo Esercito        | 6,46 m                 |
| 2020 | Larissa Iapichino Atletica Firenze Marathon     | 6,32 m                 |
| 2021 | Larissa Iapichino Gruppi Sportivi Fiamme Gialle | 6,42 m                 |
| 2022 | Larissa Iapichino Gruppi Sportivi Fiamme Gialle | 6,64 m                 |
| 2023 | Ottavia Cestonaro Centro Sportivo Carabinieri   | 6,37 m                 |
| 2024 | Elisa Naldi Centro Sportivo Carabinieri         | 6,21 m                 |
| 2025 | Larissa Iapichino Gruppo Sportivo Fiamme Oro    | 6,78 m                 |